# しゃにむにGO
『しゃにむにGO』（しゃにむにゴー）は、羅川真里茂による少女漫画。
「花とゆめ」（白泉社）にて1998年19号から2009年7号まで連載されていたテニススポーツ漫画。単行本は花とゆめコミックス（白泉社）から全32巻。2013年には新装版（花とゆめコミックススペシャル）全16巻が発売された。

## あらすじ
伊出延久はスポーツ万能で将来を有望視される陸上ランナーだった。しかし、中学3年生のある日、偶然見かけた幕ノ鎌高校テニス部の尚田ひなこに一目惚れ。陸上をやめ、彼女と同じ高校に進学し、テニス部に入部する。
同じ年、ジュニアでは有名だった選手滝田留宇衣もテニス部に入部する。プロのテニスプレイヤーを目指す留宇衣だったが、精神面での弱さから試合に集中出来なくなり父親にテニスを続けることを反対され、民間のテニスクラブを辞めてテニスでは無名の高校に進学してきたのであった。
延久と留宇衣はダブルスを組むことになり、テニス初心者の延久はめきめきと腕を上げていく。一方、急成長を遂げた延久に嫉妬しながらも留宇衣は次第に延久を認めていく。大会での活躍を通して、2人の名は全国の高校テニス界に知られるまでになる。
そうした中、延久はかねてからの憧れの人、ひなこにも接近していく。しかし、ひなこの従兄にして高校テニス界No.1の実力者佐世古駿もまた、ひなこに急接近、延久のライバルとして立ちふさがる。
一方、駿は留宇衣のジュニア時代からのテニスのライバルでもあった。かつては、留宇衣の方が実力で上回っていたのだが、今では駿に大きく水をあけられ、留宇衣は焦りと苛立ちを感じていた。

## 登場人物

### 幕ノ鎌高校（千葉）テニス部

#### 現役プレイヤー
伊出 延久（いで のぶひさ）
将来を期待されていた陸上のランナーだったが、中学3年生の時、偶然出会ったひなこに一目惚れし、ひなこと同じ幕ノ鎌高校に進学して、弱小テニス部に入部する。
テニスの腕前はド素人だったが、持ち前の運動神経を発揮し、ライバルとの試合を通してめきめきと上達を見せていく。驚異的な脚力、身体能力を持つ。スロースターターで両手打ちのライジングを使う。
言動はまさに子どもそのものだが、稀に相手の心理状態の核心をつく発言をする。大学生の兄と両親の4人暮らし。未熟児で生まれてきたため（現在に全く影響はしていないが）、母親からは未だに甘やかされている。
滝田 留宇衣（たきた るうい）
ジュニア時代は佐世古と競い合っていた天才プレーヤー。精神的な脆さを抱えておりプレッシャーに弱く、一度はテニスをやめたものの諦めきれず、幕ノ鎌高校に入学してテニス部に入部する。
ライバルでダブルスパートナーである延久とは最初は反発しあっていたものの、次第に打ち解け、それが弱点の克服に繋がりつつある。
日仏ハーフでフランス名は「Louis」。母親は元プロテニスプレーヤーで、世界的に人気を博したマリー・ビノシュ。幼い頃は天使のような笑顔を振りまいていた。
現在は父親と2人暮らし。延久とは対照的に、クールな性格。
宮本 博之（みやもと ひろゆき）
延久たちと同学年の部員。軟式テニス出身。延久とは小学校時代のリトルリーグで知り合い、中学時代ではクラスメイトであった（だが延久は宮本に言われるまで忘れていた）。
3年になってからは部長を務める。延久や留宇衣の様な天才肌ではなく、努力の人。
内宮 洋一郎（うちみや よういちろう）
大食いで小太りした体型の、延久たちと同学年の部員。通称“モチ宮”。非常に堪え性がなく練習もよくサボる。バスケットボール部（1日で退部）→野球部（1日で退部）→サッカー部（短期間で退部）と経て現在のテニス部に落ち着く。
伊出、滝田、宮本ら同学年プレイヤーが大会で好成績を残す中で、唯一そのような成績がない。内面はやや腹黒く、部員の足を引っ張る言動も所々に見られる。
2年まで宮本のダブルスパートナーであったが、翌年に入部してきたひなこの弟の耕一にその座を奪われる。その際、宮本の彼女である中山かなこから「モチの呪縛から解かれた」と本気で喜ばれた。
黒田 秀樹（くろだ ひでき）
延久たちの一年後輩、190センチメートル近い長身の幕ノ鎌高校テニス部員。
中学生の頃、試合中にダブルスパートナー・高科に怪我をさせてしまい、その事に対してトラウマを持っており、試合中後ろが気になってしまうという弱点を持っている。それ故テニスをやめていたが、高校入学時の部活オリエンテーションで憧れのテニス選手である滝田がテニス部員であることを知り、入部を決意する。現在は白田とダブルスを組み、ライバル校の選手である高科・栗田組と対戦しトラウマを克服する。
白田 宝（しろた たから）
黒田と同級生。延久の中学校の陸上部の後輩で、延久に憧れていた。中学時代は小柄だったためにレギュラーになる事ができず、顧問に頼まれてマネージャーをしていた。
延久を追って幕ノ鎌高校に入学し、延久の勧めもあってテニス部に入部、黒田とダブルスを組む。
小柄で女顔なので、よく女の子に間違えられる。
尚田 耕一（たかだ こういち）
延久達の2年後輩。ひなこの弟でテニス経験者。その年に入部してきた生徒の中でダントツの実力を持ち、唯一その年の1年でレギュラーの座をつかむ。
小中野 正（こなかの ただし）
耕一と同学年の部員。中学時代は軟式テニス部に所属していた経験者。
湊 晋也（みなと しんや）
耕一と同学年の部員。テニススクール歴1年の経験者。
類家 未来（るいけ みらい）
耕一と同学年の部員。中学時代はバレーボール部に所属。
薄井 公太（うすい こうた）
耕一と同学年の部員。中学時代は放送部に所属。

#### マネージャー&コーチ
尚田 ひなこ（たかだ ひなこ）
幕ノ鎌高校男子テニス部の“元”マネージャー。元々女子テニス部に在籍しており、同校の女子部では一番の実力者だったが、交通事故に遭い、治療中にインフルエンザに感染したことが原因で片足が動かなくなり、退部。延久・留宇衣・駿より一つ上の学年だったが、リハビリのために休学、留年し現在は同学年。
その後は（当時の軟弱）男子テニス部を見かねて、延久達が1年の時からマネージャーになる。皆に活気を与え、部員達の信頼も厚かったが、大好きなテニスが出来ないことで部員達に嫉妬や劣等感を抱き、そのことで苦しみ続けていた。
延久達の学年が最後のインターハイに臨もうとする中、彼女の存在が延久の精神面に悪影響を及ぼしていると池田コーチに察知され、インターハイへの不安材料になるとしてマネージャーを辞めるように通告される。
マネージャーを解雇され、自分に出来ることを失くした悲しみに暮れる中、池田から紹介された“車イステニス”スクールへ見学に赴く。そこの明るい人たちの空気とテニスへの思いから、車イステニスを始める。新しい居場所を見つけ、その中で徐々に笑顔を取り戻していく。
駿はいとこであり、以前付き合っていたこともあるが、駿の母親が原因でお互い未練を残したまま破局する。駿の母親の死後、駿からプロポーズを受けることになる。
延久と駿の間で揺れ動いていたが、延久への気持ちを自覚し、彼の彼女として応援することになる。
中山 かなこ（なかやま かなこ）
宮本の彼女で2年からマネージャーになった。一見遊び人風の顔黒コギャルで、以前は見た目そのままのギャルだった。
良い男と付き合いたいがために将来有望と目していた延久にアタックをしていたが、宮本に反発しながらも惹かれるようになり、付き合うことになる。
氷河 大志（ひかわ たいし）
耕一と同学年の男子マネージャー。本人曰くテニス部に入った理由は「面白そうだから」
中学時代、心臓の手術を受けており、以後激しい運動は禁忌となっている（軽い運動は可）。今でも胸にその手術痕が残っている。
性格は軽い印象があるが、前向きで明るめ。延久のために、それとなくひなこに車イステニスの場所を聞き出すなど思いやりのある一面も見せる。入部当時、ノートに手書きで整理もされていなかった部員や他校との試合などのデータを、パソコンで一括管理できるようにするなどデータ収集・整理に一日の長があり、その後も他校の新人選手や部員の体調などの情報管理を任されている。
池田 斡士（いけだ あつし）
テニス部顧問。古典担当の臨時教員だったが、後に正式採用される。通称“池やん”。一見軽いがかなりのキレ者である（作中で「狐」と評される）。
学生時代プロ選手としての将来を嘱望されたプレーヤーだったが、傲慢な性格が災いし仲間達と対立していた。プロ転向直前に目の病気を患い、プロへの道を断念する。
その後目標を失い腐っていたが、高校時代の元恩師、大成珊瑚と再会し付き合うことで立ち直っていく。現在は珊瑚と同棲している。

#### 卒業生
藤谷 龍（ふじたに りゅう）
延久達が1年生の時の3年生部員。部長。シングルス最高成績は地区大会2回戦。
卒業翌年、三沢、北王子と共にインターハイ会場に母校の応援に来る。
三沢 遥斗（みさわ はると）
延久達の学年が1年の時の3年生部員。副部長。シングルス最高成績は地区大会3回戦。
翌年、3人の同学年の中で唯一現役で大学に合格している。
北王子 健太（きたおうじ けんた）
延久達の学年が1年の時の3年生部員。シングルス最高成績は地区大会2回戦。
大河内 光明（おおこうち みつあき）
延久達の学年が1年の時の2年生部員。1年時はひなことクラスメイトだった。藤谷達引退後の部長。通称ウチくん。シングルス最高成績は県大会ベスト8。テニス部では延久達が入部した時点での一番の実力者で、気が利く優しい性格。
青木とは幼なじみでダブルスパートナーでもあるが、青木の不甲斐なさに「ダブルス解消」とまで三行半をつけたこともあった。だが最後まで青木とのダブルスを貫いた（ただ単に本人曰くダブルスは期待していないだけ）。
高校生最後の試合（団体戦インターハイ決勝シングルス）で翔華学園に勝つという快挙を成し遂げる。
青木 民夫（あおき たみお）
延久達の学年が1年の時の2年生部員。フレディ・マーキュリーをこよなく愛し、自分自身もフレディーになりきっている（そのためオールバック・無精ひげだが、それがなくなると別人のようになる）。通称フレディー青木。シングルス最高成績は地区大会2回戦。
以前はアンダーサーブしか打てず、相手選手にもナメられていたが、最後までダブルスパートナーのウチくんに迷惑を掛けたくないと延久、留宇衣に特訓をつけてもらい、最後の大会にして初めてダブルスでの勝利を飾る。さらにシングルスでも初めて1回戦を突破する。

### 幕張学館（千葉）テニス部
中原 十茂（なかはら とも）
延久達より1学年上の選手。秋庭のダブルスパートナー。
少年時代、父親を亡くし母親に一人では育児が難しいと判断され、父方の祖父母の下に妹の百子（ももこ）と共に預けられる。その後、学校に行っている間に母親が百子のみを引き取りに現れ、自分だけ置いていかれたことにショックを受ける。
そのような過去の経歴もあり、自分から離れていかないものが欲しいと思うようになるが、そのせいで秋庭が自分なしでは生きていけないような人間にしてしまったことを後悔しており、秋庭に自立をさせようと一時期ダブルスパートナーを解消したこともある。
高校を卒業した現在はカナダに留学しているものと思われる。
秋庭 英一（あきば えいいち）
延久達より1学年上の選手。中原のダブルスパートナー。パーマがかった髪をしており、耳と鼻にピアスをしている。
純粋な日本人であるが、少年時代、外国暮らしが長かったこともあり、日本語の書き取りがうまくできず、クラスメイトからバカにされ続けてきてきたが、その後クラスに転校してきた中原に文章の書き方等を教わり、救われる。
以降人間不信になる一方、中原だけには心を開く。
栗田 数彦（くりた かずひこ）
延久達と同学年の選手。3年生である現在、主将を務める。
高科 保（たかしな たもつ）
延久達より1学年下の選手。昔、黒田とダブルスを組んでおり、とある試合で黒田の不注意により右手に怪我を負い、以降、右手でラケットを持つことが不可能になった。
その後サウスポーに切り替え、幕学でテニスを続けることになる。
二ノ宮 めい（にのみや めい）
高科と同学年のテニス部マネージャーで、彼の幼馴染と思われる。
高科の右手を奪った黒田を恨んでいたが、県大会で2人が真剣に対決する姿を見て、その感情は消えた様子。
平田 正（ひらた まさし）
テニス部顧問。打倒幕ノ鎌に燃える。

### 翔華学園（神奈川）テニス部
佐世古 駿（させこ しゅん）
ジュニアの頃から活躍する日本高校テニス界最強のプレーヤー。延久たちと同学年。
インターハイ3年連続優勝を狙っている。プロを目指して、世界各地の大会にも参加している。
一見パーフェクトな人間だが、名士である厳しい実家や過剰に束縛する母親などと言った問題を抱えている。
昔ひなこと付き合っていたことがあり、現在もかなり執着している。

### 堀川学園（東京）テニス部
高津 平太（たかつ へいた）
オーストラリアからの帰国子女。延久たちの一学年上。
逆上しやすい性格で審判にクレームをつけることもたびたびあり、試合放棄や退場歴もあるためコーチを悩ませている。
キックサーブを得意とする。三年生のIHでは腰痛を押して出場する。

### 凰仙高校（鹿児島）テニス部
雷殿 静（らいでん しずか）
高校に通いながらモデル業もこなすプレーヤー。延久たちの1学年下。幼少期を母とともにマイアミで過ごす。
端正なルックスと華麗なプレイから女子人気が高い。兄がテニス部のコーチをしている。
一年生のインターハイにおいてシングルス準決勝で延久と対戦、相当な消耗戦を演じる。以後モデル業をセーブして比重をテニスに傾ける。

### 外国人プレイヤー
ミレーユ・デュリス
フランス人の男子テニスプレーヤー。ジュニアの大会で予選上がりながらもいきなりランキング1位の選手を倒したダークホース。
陽気でノリの良い性格で、なぜだか佐世古とはそれなりに仲が良い様子。
滝田の実母マリーの再婚相手の連れ子。実の母親に愛されなかった過去から、他人の母親をよく見る癖がある。
以前はナディアにアタックをしていたが、最近は佐世古の妹の小雪のことが気になっている様子。
現在ATPランキング58位。
ナディア・オコナー
スイス人の女子テニスプレーヤー。
ジュニア時代の出会いから駿に想いを寄せている。内気で臆病な性格で、娘べったりの母親に逆らえない。
16歳でプロ転向し、美少女であるが故にアイドル扱いされる現状に悩んでいたが、佐世古の言葉に強くなることを決意し、フランスのWTA大会で世界ランク5位の選手に勝ち、ランキングを83位から50位入りと大きく上昇させる。単行本24巻時点WTAランキング21位。
マリー・ビノシュ
フランス人で留宇衣の実母。かつては世界的に有名な女子テニスプレーヤーだった。
留宇衣が3歳の時に夫と離婚。現在は再婚し、ミレーユの継母となる。
現役だった頃は通称「テニスアイドル」と呼ばれており、実力よりもルックスの方が注目を集めていた。それが過剰であったために、精神的な脆さを持っていた。アルコール依存症で一時期テニスから遠ざかったことがあるが、見事立ち直りプロに復活した過去を持つ。

### 家族

#### 伊出家
両親
延久の両親。未熟児で生まれたゆえか、延久に対して少々過保護気味。
伊出一久（いで かずひさ）
延久の兄。大学生で空手部に所属。小さいころの延久のことは「いじめたいほど可愛い」と思っていたらしい。

#### 滝田家
滝田 正嗣（たきた まさし）
留宇衣の父親でマリー・ビノシュの元夫。サラリーマン。留宇衣の精神面的な脆さを見抜いており、それゆえに留宇衣のプロテニスプレイヤー志望に否定的であったが、父親を見返そうとするその姿を見て、以前より目立って否定はしなくなった。感情をあまり表に出す性格ではなく、常に冷静で物静かな印象がある。近付き難い雰囲気があるが、部下には慕われている。
昔バックパッカーとしてフランスに渡り、たまたま出会った日系企業の部長に仕事の早さを買われ、就労ビザを取得し、そのままその日系企業に就職する。その後移り住んだアパートで偶然マリーと出会う。
結婚後マリーの精神が不安定になった時、どうして良いかわからずにマリーが追い詰められていくのを見ていることしか出来なかった自分を今も悔いている。離婚後は、当時幼かった留宇衣を連れて日本に戻った。
三年生になってプロへの道を本格的に視野に入れるようになった留宇衣を応援することを決め、マリーに支援を頼む。

#### 尚田家
尚田耕司、典子（たかだ こうじ、のりこ）
ひなこ、耕一の両親。普段は呑気で涙もろい父と、ひなこなみに気の強い母。
父は佐世古家の次男であったが、厳格な家風に反発し婿養子となる。娘に対しては自分の望む人生を送ってほしいと願っている。

#### 佐世古家
祖父母
ひなこ、耕一、駿、小雪の祖父母。
祖父は恰幅がよく口ひげを蓄えている。婿養子。趣味は庭の木の剪定。駿のＴシャツを着て作業するなどお茶目な性格である。本人曰く特技は「存在感を消すこと」。
祖母は佐世古家を守ることを第一とする信条の持ち主で、高校卒業後の進路をはっきりしない駿にやきもきしている。
佐世古佑太郎、マリ江（させこ ゆうたろう、マリえ）
駿、小雪の両親。母・マリ江は物語開始当初は入院していた。
父は常に態度を崩さない性格で、佐世古家の方針に逆らうことはない。
母は駿に対して非常に束縛が強い。表向きは、誤って蔵の屋根から転落して植物人間になったとされている。後に死亡。
佐世古小雪（させこ こゆき）
駿の妹。翔華学園女子テニス部に所属。
他人をなんとなく寄せ付けない雰囲気は駿とよく似ているが、天才と称される兄に対して自分は「ちょっとうまいだけの平凡なプレイヤー」だと自称する。
語学に堪能で、ミレーユとすぐに日常会話できるほど。

### その他サブキャラクター
本条 魔子（ほんじょう まこ）
昔からの留宇衣のおっかけ。幼稚園から大学までエスカレーター式の超お嬢様校、音姫学園に在籍している。
留宇衣の父親の勤める会社の社長の娘であり、ある日会社関係（？）のパーティーに飽き飽きしていた魔子が留宇衣の父親に連れられ留宇衣の試合の観戦に行き、そのプレイに一目惚れして以降7年以上留宇衣を想い続ける。
典型的な「世間知らずのお嬢様」タイプで、最近までひとりで電車に乗ったことや、ファーストフード店に入るといった経験がなく、一般人と生活環境や思考回路の感覚がまるで違う。だが、留宇衣のために手作り弁当やお菓子を作ってきたり、留宇衣のラケットを取り戻すために川に飛び込んだりと、留宇衣を想う気持ちは純粋で真っすぐである（それゆえ、留宇衣を批判した発言をした相手には冷気を浴びせるような描写がある）。
本人には自覚がないのだが、前述した「手作り」料理の腕前は壊滅的で、毎回料理を持ってこられる留宇衣からすればかなり迷惑な様子である。しかも自身の料理を味見しても不味いことに気がつかないことから、相当な味オンチであるとも推測できる。
高校3年の梅雨の時期、留宇衣に冷たく突き放され、他の男性とのお見合いを承諾してしまう。
王珠 蘭（おうたま らん）
魔子のクラスメイト。留宇衣からは「おお、たまらん」と覚えられている。単行本27巻で許婚がいることが発覚する。
木ノ椋 真奈（きのむく まな）
同じく魔子のクラスメイト。留宇衣からは「気の向くまま」と覚えられている。同じく単行本27巻で許婚がいることが発覚する。
大成 珊瑚（おおなり さんご）
池田の彼女で元恩師。テニスを失い腐りかけていた池田を立ち直らせた張本人。再会してしばらくは池田も誰だか忘れていたが、後に本人の口からその名前を聞いて、ようやく思い出すことになる。
池田が高校生の時に教壇に立っていたことから、池田よりかなり年上と思われるが、かなり若く見える。

## 書籍情報
羅川真里茂 『しゃにむにGO』  白泉社〈花とゆめコミックス〉、全32巻
1. 1999年3月18日発売、ISBN 459217531X
2. 1999年7月19日発売、ISBN 4592175328
3. 1999年10月19日発売、ISBN 4592175336
4. 2000年2月18日発売、ISBN 4592175344
5. 2000年6月19日発売、ISBN 4592175352
6. 2000年10月19日発売、ISBN 4592175360
7. 2001年1月19日発売、ISBN 4592175379
8. 2001年5月18日発売、ISBN 4592175387
9. 2001年8月17日発売、ISBN 4592175395
10. 2001年12月14日発売、ISBN 4592175409
11. 2002年4月19日発売、ISBN 4592172744
12. 2002年8月19日発売、ISBN 4592172752
13. 2002年12月16日発売、ISBN 4592172760
14. 2003年4月18日発売、ISBN 4592172779
15. 2003年8月19日発売、ISBN 4592172787
16. 2003年12月16日発売、ISBN 4592172795
17. 2004年]]4月19日発売、ISBN 4592172809
18. 2004年8月19日発売、ISBN 4592180089
19. 2004年12月16日発売、ISBN 4592180097
20. 2005年6月17日発売、ISBN 4592180100
21. 2005年10月19日発売、ISBN 4592183614
22. 2006年2月17日発売、ISBN 4592183622
23. 2006年6月19日発売、ISBN 4592183630
24. 2006年10月19日発売、ISBN 4592183649
25. 2007年2月19日発売、ISBN 9784592183655
26. 2007年6月19日発売、ISBN 9784592183662
27. 2007年10月19日発売、ISBN 9784592183679
28. 2008年]]2月19日発売、ISBN 9784592183686
29. 2008年6月19日発売、ISBN 9784592183693
30. 2008年10月17日発売、ISBN 9784592183709
31. 2009年5月19日発売、ISBN 9784592184393
32. 2009年5月19日発売、ISBN 9784592184409（第31巻と同時発売）

羅川真里茂 『新装版 しゃにむにGO』  白泉社〈花とゆめコミックススペシャル〉、全16巻
1. 2013年]]4月17日発売、ISBN 9784592197218
2. 2013年4月17日発売、ISBN 9784592197225
3. 2013年5月20日発売、ISBN 9784592197232
4. 2013年5月20日発売、ISBN 9784592197249
5. 2013年6月20日発売、ISBN 9784592197256
6. 2013年6月20日発売、ISBN 9784592197263
7. 2013年7月19日発売、ISBN 9784592197270
8. 2013年7月19日発売、ISBN 9784592197287
9. 2013年8月20日発売、ISBN 9784592197294
10. 2013年8月20日発売、ISBN 9784592197300
11. 2013年9月20日発売、ISBN 9784592197416
12. 2013年9月20日発売、ISBN 9784592197423
13. 2013年10月18日発売、ISBN 9784592197430
14. 2013年10月18日発売、ISBN 9784592197447
15. 2013年11月20日発売、ISBN 9784592197454
16. 2013年11月20日発売、ISBN 9784592197461